# Combinatòria analítica
La Combinatòria analítica és una branca de la combinatòria que descriu classes combinatòries fent servir funcions generadores, les sèries de potències formals de les quals sovint corresponen a funcions analítiques.
Donada una funció generadora, la combinatòria analítica intenta descriure el comportament asimptòtic d'una successió de fent servir tècniques algebraiques. Això sovint implica l'anàlisi de les singularitats de la funció analítica associada.
Dos tipus de funcions generadores s'utilitzen comunament: funcions generadores ordinàries i funcions generadores exponencials.
Una tècnica important per obtenir funcions generadores és la combinatòria simbòlica.